# RIA (immunologia)
Metody radioimmunologiczne (RIA -ang. Radio Immuno Assay) – metody immunochemiczne, wykrywające reakcję antygenu ze swoistym dla niego przeciwciałem w oparciu o pomiar radioaktywności izotopu promieniotwórczego, którym wyznakowany jest jeden ze składników reakcji (antygen lub przeciwciało). Służą do oznaczeń ilościowych, charakteryzują się wysoką czułością i specyficznością. RIA stosowane są do oznaczania stężenia hormonów, antygenów nowotworowych (np. CEA czy AFP), autoprzeciwciał oraz swoistych przeciwciał klasy IgE, a także innych związków, np. leków czy witamin.
Do znakowania używa się następujących izotopów: 125I (promieniowanie gamma), 131I, 14C, 3H (promieniowanie beta). Znakowanie trytem stosuje się przy związkach drobnocząsteczkowych, a jod do znakowania antygenów białkowych. Podczas przeprowadzania testu jeden ze składników reakcji jest związany z fazą stałą (nośnikiem), a drugi składnik znajduje się w fazie płynnej, albo oba składniki reakcji (antygen i przeciwciało) znajdują się w fazie płynnej. Wyznakowany antygen inkubuje się z surowicą zawierającą przeciwciała. Do reakcji dodaje się też niewyznakowany antygen (jako standard lub jako próbkę). Wyznakowany i niewyznakowany antygen konkurują o wiązanie się z przeciwciałami. Im więcej nieznakowanego antygenu, tym mniej znakowanego antygenu ma szansę związać się z przeciwciałami. Następnie rozdziela się niezwiązany antygen od kompleksów antygen-przeciwciało i mierzy radioaktywność wybranej frakcji.
Obecnie dla uniknięcia problemów związanych ze stosowaniem radioaktywnych izotopów częściej stosuje się metody ELISA, gdzie przeciwciało jest związane z określonym enzymem, a po związaniu przeciwciała z antygenem i dodaniu odpowiedniego substratu zachodzi reakcja barwna.
Metody RIA zostały stworzone przez Rosalyn Sussman Yalow i Solomona Bersona. W 1977 Rosalyn Sussman Yalow otrzymała za swoje odkrycie Nagrodę Nobla w dziedzinie fizjologii lub medycyny.